# Wereldbeker schaatsen 2021/2022 - Wereldbeker 4
De Wereldbeker schaatsen 2021/2022 Wereldbeker 4 was de vierde en een-na-laatste wedstrijd van het wereldbekerseizoen die van 10 tot en met 12 december 2021 plaatsvond in de Olympic Oval in Calgary, Canada.

## Tijdschema
| Datum               | Tijd (lokaal) | Tijd (CET) | Onderdeel                                                                                    |
| ------------------- | ------------- | ---------- | -------------------------------------------------------------------------------------------- |
| Vrijdag 3 december  | 12:30         | 20:30      | 1e 500 m vrouwen 1e 500 m mannen 3000 m vrouwen 5000 m mannen                                |
| Zaterdag 4 december | 12:30         | 20:30      | 2e 500 m vrouwen 1500 m mannen 1000 m vrouwen massastart mannen ploegenachtervolging vrouwen |
| Zondag 5 december   | 12:30         | 20:30      | 2e 500 m mannen 1500 m vrouwen 1000 m mannen massastart vrouwen ploegenachtervolging mannen  |

## Podia

### Mannen
| Wedstrijd            | Goud                                                     | Tijd              | Zilver                                                              | Tijd              | Brons                                             | Tijd              |
| 1e 500 m             | Laurent Dubreuil Canada                                  | 33,77             | Gao Tingyu China                                                    | 33,87             | Yuma Murakami Japan                               | 33,89             |
| 2e 500 m             | Viktor Moesjtakov Rusland                                | 33,90             | Yuma Murakami Japan                                                 | 33,99             | Laurent Dubreuil Canada                           | 34,06             |
| 1000 m               | Ning Zhongyan China                                      | 1.06,65           | Jordan Stolz Verenigde Staten                                       | 1.06,96           | Viktor Moesjtakov Rusland                         | 1.06,98           |
| 1500 m               | Joey Mantia Verenigde Staten                             | 1.41,86           | Connor Howe Canada                                                  | 1.42,42           | Allan Dahl Johansson Noorwegen                    | 1.43,27           |
| 5000 m               | Nils van der Poel Zweden                                 | 6.04,29           | Davide Ghiotto Italië                                               | 6.09,34           | Ted-Jan Bloemen Canada                            | 6.09,52           |
| Massastart           | Bart Hoolwerf Nederland                                  | 66 punten 7.38,88 | Bart Swings België                                                  | 40 punten 7.46,36 | Felix Rijhnen Duitsland                           | 29 punten 7.46,49 |
| Ploegenachtervolging | Verenigde Staten Ethan Cepuran Casey Dawson Emery Lehman | 3.35,59           | Noorwegen Hallgeir Engebråten Peder Kongshaug Sverre Lunde Pedersen | 3.36,24           | Canada Jordan Belchos Ted-Jan Bloemen Connor Howe | 3.38,60           |

### Vrouwen
| Wedstrijd            | Goud                                                     | Tijd              | Zilver                                   | Tijd              | Brons                                 | Tijd              |
| 1e 500 m             | Olga Fatkoelina Rusland                                  | 36,72             | Nao Kodaira Japan                        | 36,81             | Angelina Golikova Rusland             | 36,82             |
| 2e 500 m             | Angelina Golikova Rusland                                | 36,66             | Nao Kodaira Japan                        | 36,76             | Erin Jackson Verenigde Staten         | 36,92             |
| 1000 m               | Nao Kodaira Japan                                        | 1.12,51           | Brittany Bowe Verenigde Staten           | 1.12,54           | Olga Fatkoelina Rusland               | 1.13,15           |
| 1500 m               | Brittany Bowe Verenigde Staten                           | 1.52,05           | Nana Takagi Japan                        | 1.52,06           | Ayano Sato Japan                      | 1.52,19           |
| 3000 m               | Francesca Lollobrigida Italië                            | 3.54,43           | Isabelle Weidemann Canada                | 3.55,33           | Martina Sáblíková Tsjechië            | 3.55,50           |
| Massastart           | Francesca Lollobrigida Italië                            | 60 punten 8.29,51 | Ivanie Blondin Canada                    | 40 punten 8.29,71 | Jelizaveta Goloebeva Rusland          | 20 punten 8.29,72 |
| Ploegenachtervolging | Canada Ivanie Blondin Valérie Maltais Isabelle Weidemann | 2.52,06           | Japan Ayano Sato Miho Takagi Nana Takagi | 2.52,89           | China Adake Er Ahena Han Mei Li Qishi | 2.58,42           |